# Водяна вулиця (Київ)
Водяна́ вулиця — зникла вулиця, що існувала в Подільському районі міста Києва, місцевість Вітряні гори. Пролягала від Миргородської до Межової вулиці.

## Історія
Вулиця виникла в середині XX століття під назвою 220-та Нова. Назву Водяна вулиця набула 1944 року. Ліквідована у зв'язку зі зміною забудови наприкінці 1970-х — на початку 1980-х років.